# Francisco Ventoso
Francisco José Ventoso Alberdi (Reinosa, 6 mei 1982) is een voormalig Spaans wielrenner die actief was van 2004 tot 2020. Gedurende zijn loopbaan wist de sprinter 27 overwinningen te boeken, waarvan de meeste op Spaanse bodem. Hij wist echter ook onder meer Parijs-Brussel en twee etappes in de Ronde van Italië op zijn naam te schrijven. In 2012 kroonde hij zich tot Spaans kampioen op de weg.  

## Belangrijkste overwinningen
2004
1e etappe Ronde van Qatar
Philadelphia International Championship
2006
4e etappe A Euskal Bizikleta
3e etappe Ronde van Spanje
2007
2e, 3e en 5e etappe Ronde van Castilië en León
2008
3e etappe Ronde van Castilië en León
1e etappe Ronde van Rioja
2009
2e etappe Ronde van Madrid
Parijs-Corrèze
1e etappe Tour du Gévaudan
1e en 2e etappe Cinturó de l'Empordà
Eindklassement Cinturó de l'Empordà
GP Beghelli
4e etappe Ronde van Hainan
Eindklassement Ronde van Hainan
2010
5e etappe Ruta del Sol
2e etappe Ster Elektrotoer
2e etappe Ronde van Madrid
Parijs-Brussel
2011
5e etappe Tour Down Under
2e etappe Ruta del Sol
1e en 2e etappe Ronde van Castilië en León
6e etappe Ronde van Italië
2012
4e etappe Ronde van de Sarthe
9e etappe Ronde van Italië
 Spaans kampioen op de weg, elite
5e etappe Ronde van Poitou-Charentes
2015
1e etappe Ronde van Spanje (ploegentijdrit)
2017
1e etappe Ronde van Spanje (ploegentijdrit)

## Resultaten in voornaamste wedstrijden
| Jaar | Ronde van Italië | Ronde van Frankrijk | Ronde van Spanje |
| ---- | ---------------- | ------------------- | ---------------- |
| 2004 |                  |                     |                  |
| 2005 | opgave           |                     | 93e              |
| 2006 |                  | 77e                 | 78e (1)          |
| 2007 |                  | opgave              |                  |
| 2008 |                  |                     |                  |
| 2009 |                  |                     |                  |
| 2010 |                  |                     |                  |
| 2011 | opgave (1)       | 139e                |                  |
| 2012 | 92e (1)          |                     |                  |
| 2013 | 66e              |                     |                  |
| 2014 | 125e             |                     |                  |
| 2015 |                  |                     | 81e              |
| 2016 |                  |                     |                  |
| 2017 | 94e              |                     | 92e              |
| 2018 | 89e              |                     | 111e             |
| 2019 | 87e              |                     | 97e              |
| 2020 |                  |                     | opgave           |

| Jaar | Milaan-San Remo | Gent-Wevelgem | Ronde van Vlaanderen | Parijs-Roubaix | Luik-Bast.‑Luik | Ronde van Lombardije | Parijs-Brussel |  | WK op de weg |  | Wereldranglijsten |
| ---- | --------------- | ------------- | -------------------- | -------------- | --------------- | -------------------- | -------------- |  | ------------ |  | ----------------- |
| 2004 | 147e            |               |                      |                | opgave          |                      | 40e            |  |              |  |                   |
| 2005 | 59e             |               | opgave               | opgave         |                 |                      |                |  |              |  |                   |
| 2006 | 109e            | 22e           | opgave               | opgave         |                 |                      |                |  | 107e         |  | 128e (UPT)        |
| 2007 | 82e             | 4e            | 71e                  | opgave         |                 |                      |                |  |              |  | 84e (UPT)         |
| 2008 |                 |               |                      |                |                 |                      |                |  |              |  |                   |
| 2009 |                 |               |                      |                |                 |                      |                |  |              |  |                   |
| 2010 | 40e             |               |                      |                |                 |                      | Goud           |  | opgave       |  |                   |
| 2011 | 11e             | 83e           | 104e                 |                |                 |                      |                |  |              |  | 70e (UWT)         |
| 2012 | 18e             | 38e           | opgave               | opgave         |                 |                      |                |  |              |  | 134e (UWT)        |
| 2013 | 11e             | opgave        | 45e                  | 37e            |                 |                      | 13e            |  |              |  | 148e (UWT)        |
| 2014 | 17e             | opgave        | opgave               | 54e            |                 |                      |                |  |              |  |                   |
| 2015 |                 | opgave        | 55e                  | 66e            |                 |                      |                |  |              |  |                   |
| 2016 | 134e            | opgave        | opgave               | opgave         |                 | opgave               |                |  | opgave       |  |                   |
| 2017 | 112e            | 65e           | opgave               | opgave         |                 |                      |                |  |              |  | 254e (UWT)        |
| 2018 | 121e            | 78e           | opgave               | opgave         |                 |                      |                |  |              |  |                   |
| 2019 |                 |               |                      |                |                 |                      |                |  |              |  |                   |
| 2020 |                 |               | opgave               |                |                 |                      |                |  |              |  |                   |

## Ploegen
- 2004 –  Saunier Duval-Prodir
- 2005 –  Saunier Duval-Prodir
- 2006 –  Saunier Duval-Prodir
- 2007 –  Saunier Duval-Prodir
- 2008 –  Andalucía-Cajasur
- 2009 –  CarmioOro-A Style
- 2010 –  CarmioOro NGC
- 2011 –  Movistar Team
- 2012 –  Movistar Team
- 2013 –  Movistar Team
- 2014 –  Movistar Team
- 2015 –  Movistar Team
- 2016 –  Movistar Team
- 2017 –  BMC Racing Team
- 2018 –  BMC Racing Team
- 2019 –  CCC Team
- 2020 –  CCC Team